# Аустријско-турски рат (1716—1718)
Аустријско-турски рат вођен од 1716. до 1718. године је био шести по реду ратни сукоб између Аустријског и Османског царства. Истовремено са овим, вођен је и Турско-млетачки рат (1714—1718). Оба рата су завршена потписивањем мира у Пожаревцу 1718. године.

## Узроци
Турска је била незадовољна одредбама Карловачког мира по којима је Венецији припала Мореја (Пелопонез) и делови Далмације, те је 1714. година напала Млетке и успела да освоји Мореју 1715. године. У Далмацији Турци нису имали успеха, штавише након што се и Аустрија укључила у рат изгубили су неколико места у Херцеговини а Млеци су се долином Неретве пробили до Мостара.

## Рат
Како није могла сама да се одбрани од Османлија Венеција је склопила савез са Аустријом, која је као гарант Карловачког мира запретила Турцима који су на то одговорили објавом рата. Велики везир Силхадар Дамат Али-паша је с пролећа 1716. сакупио војску и кренуо ка Београду, док је флота започела блокаду млетачког Крфа. У почетку су Турци имали неких успеха, прешли су у Срем и Бачку и попалили многа насеља, страдали су између осталих Сремски Карловци и манастир Крушедол. Почетком августа Турци су опколили Петроварадинску тврђаву и започели бомбардовање. Посади тврђаве је ускоро стигла у помоћ војска предвођена Еугеном Савојским, врховним заповедником аустријских трупа у овом рату. Он је успео да разбије турску опсаду 5. августа 1716. након само четири сата борбе. У бици код Петроварадина страдало је 2.212 аустријских и преко 6.000 турских војника међу којима и сам велики везир Дамат Али-паша.
После победе код Петроварадина, аустријска војска је до краја године ослободила цео Банат са Темишваром.
Аустријанци су 16. јуна 1717. године прешли Саву и започели опсаду Београда. Турска војска предвођена новим великим везиром Халил-пашом кренула је из Једрена као помоћ опкољеном Београду. Они су поражени 16. августа, а следећег дана аустријска војска је ушла у Београдску тврђаву.

## Мир
Сви ови догађаји натерали су Турке да траже мир. Мир је склопљен у Пожаревцу 21. јула 1718. године. Према одредбама Пожаревачког мира Турци су предали Хабзбуршком царству Банат, југоисточни Срем, део северне Босне, северну Србију и Малу Влашку. Млетачка република није успела да поврати Пелопонез и Крит али је задржала Јонска острва и градове Превезу и Арту, док је у Далмацији добила области око Сиња, Имотског и Вргорца.
Овакво стање се задржало до следећег аустријско-турског рата (1737—1739) и Београдског мира којим је овај рат завршен.